# Dolmen de la Pierre Levée (Issendolus)
Der Dolmen de la Pierre Levée (auch Pèira Levada oder de la Beaune/Beaume genannt) liegt östlich von Issendolus, nahe der D840 im Département Lot in Frankreich. Dolmen ist in Frankreich der Oberbegriff für neolithische Megalithanlagen aller Art (siehe: Französische Nomenklatur).
Es ist ein Dolmen mit einer großen auf vier Tragsteinen liegenden Deckenplatte von etwa 11 Tonnen Gewicht mit einem tiefen Becken auf der Oberseite. Der Dolmen ist seit 1992 als Monument historique klassifiziert.
In der Nähe liegen die Dolmen von Gabaudet.